# حي الدولار
حي الدولار، يقع جنوب شرق مدينة بنغازي يحده كل من شبنة وبوعطني والليثي.

## وصلات خارجية
- حي الدولار - بنغازي